# Ludwig Zeitler
Ludwig Zeitler (* 27. November 1880 in Kulmbach; † 11. November 1965 ebenda) war ein deutscher Landrat zur Zeit des Nationalsozialismus.

## Leben
Nach dem Abitur am Gymnasium Bayreuth absolvierte Ludwig Zeitler ein Studium der Rechtswissenschaften an der Ludwig-Maximilians-Universität München und der Friedrich-Alexander-Universität Erlangen-Nürnberg. In München war er Mitglied des Corps Palatia (zugleich im Kösener Senioren-Convents-Verband). Im Anschluss an das Studium leistete er Militärdienst als Einjährig-Freiwilliger und war zuletzt Leutnant der Reserve. Nach dem Vorbereitungsdienst legte er 1908 das Assessorexamen (frühere Bezeichnung Staatskonkurs) ab. Nach einer Beschäftigung bei der Regierung von Oberfranken kam er zum 1. Mai 1914, bevor er vom 3. August 1914 bis zum 20. Dezember 1918 Kriegsdienst leisten musste, zum Bezirksamt (untere staatliche Verwaltungsbehörde) in Stadtsteinach. Den Kriegsdienst beendete er als Hauptmann der Landwehr. 1920 zum Bezirksamtmann ernannt, wurde er zum 1. November 1925 Regierungsrat I. Klasse bei der Regierung von Oberfranken. Dort blieb er bis zu seinem Wechsel zum Bezirksamt Grafenau am 1. Juli 1930. Dieses Amt übte er, auch da er der NSDAP zum 1. Mai 1935 beitrat, bis Ende Mai 1938 aus. Vom 1. Juni 1938 an war er Bezirksamtsvorstand in Landshut. Vom 1. Januar 1939 bis zu seiner Amtsenthebung am 3. August 1945 war er Landrat des Landkreises Landshut. 1942 führte er für einige Monate auch die Geschäfte des Landrats in Vilsbiburg. Im Entnazifizierungsverfahren wurde er im August 1948 durch die Spruchkammer als Mitläufer eingestuft. Am 1. Oktober 1948 erfolgte die Wiedereinstellung bei gleichzeitiger Versetzung in den Ruhestand.